# 창자 (조위)
창자(倉慈, ? ~ ?)는 중국 후한 말기 ~ 조위의 군인이자 관료로, 자는 효인(孝仁)이며, 회남군 사람이다.

## 생애
본래 군의 아전을 지냈고, 후한 건안 연간에 조조가 수춘에서 둔전을 시행하였을 때 수집도위(綏集都尉)에 임명되었다. 조위 황초 말기에 장안령을 지낼 때는 청렴하게 임지를 다스려 관원과 백성들의 존경을 받았다.
태화 연간에 돈황태수가 되었다. 돈황은 서쪽 변경에 있을 뿐만 아니라 오랜 전란으로 조정의 통치가 먹히지 않고 있었다. 게다가 태수 자리가 공석이 된 지 20년이나 되었기 때문에, 호족이 위세를 떨치는 게 당연하게 여겨지고 있었다. 전임 태수 윤봉 등은 예전 습속을 따라 통치할 뿐이었다.
돈황에 부임한 창자는 호족을 억누름과 동시에 빈민을 구제하였고, 토지 재분배를 실시하였다. 이때 돈황에서는 소송이 자주 일어나, 현에서는 미처 처리하지 못하고 군으로 떠넘겨지고 있었다. 창자는 소송을 직접 처리하였고, 형사 사건에서는 무거운 판결을 자제하여 해마다 사형에 처하는 자의 수가 열 명이 채 되지 않았다.
예전에는 서역의 오랑캐들이 조공과 무역을 원해도 호족들이 조정의 뜻을 거슬렀기에 통교할 수가 없었고, 이후 돈황을 비롯하여 서역으로 통하는 지역들이 조위의 지배를 받아들여 교역이 다시 시작되기는 하였으나 호족들이 사기와 강매를 일삼아 오랑캐들은 이에 크게 원한을 품었다. 창자는 수도 낙양으로 가기 원하는 자에게는 통행증을 발급해 주고, 안전을 보장하기 위하여 관리와 민중을 꾸려 호위를 붙여 주었다. 군에서 떠나 돌아가려는 자에게도 똑같이 편의를 봐주었기 때문에 백성과 오랑캐 모두 창자를 좋아하였다.
몇 년 후, 재임 중 죽었다. 관원과 백성들은 친척을 잃은 것처럼 슬퍼하였고, 영정을 그려 생전의 모습을 기억하였다. 서역의 오랑캐들도 창자의 죽음을 듣고는 무리를 이끌고 찾아와 함께 슬퍼하였고, 개중에는 충성심을 표현하기 위해 칼로 자신의 얼굴을 그어 피를 흘리는 자도 있었다. 이후 사당을 세워 함께 제사를 지냈다.
창자의 뒤를 이어 부임한 왕천(王遷)은 창자의 방식을 따라 돈황을 다스렸으나 그에 미치지 못하였고, 왕천의 뒤를 이어 부임한 조기(趙基)는 왕천보다도 못하였다. 가평 연간에 조기의 뒤를 이어 부임한 황보륭이 와서야 창자에 버금간다는 평을 들었다.

## 출전
- 진수, 《삼국지》 권16 임소두정창전(任蘇杜鄭倉傳)

## 같이 보기
- 삼국지 인물 목록